# Nembrotha megalocera
Nembrotha megalocera är en art av nakensnäckor som ingår i familjen Polyceridae. Arten beskrevs för första gången 1990. 

## Beskrivning
Liksom övriga arter i släktet Nembrotha är nakensnäckan färgglad och relativ långsmal. Den här arten kan nå längder mellan 4 och 7 cm. Dorsalsidan är svart, liksom rhinoporerna, medan huvudet brukar vara vitt, orange och lila. Djurets sidor är täckt av ett orange mönster med svarta ränder och avlånga fläckar. Mitt på ryggen finns en koralliknande utväxt som varier i färger från blålila, vit, gul till vinrött. Djurets fot är klart blå.  

## Ekologi
Nembrotha megalocera finns på ca 8 till 20 meters djup på korallrev. Precis som andra arter i släktet livnär sig Nembrotha megalocera på kolonier an tunikater, sjöpungar. Arten har klara varningsfärger för att avskräcka predatorer. 
Om djuret blir skrämt kan det simma iväg i sidled och samtidigt böja kroppen fram och tillbaka för att komma undan faran. 

## Utbredning
Nembrotha megalocera har bara påträffats i Röda havet.